# 塔菲拉勒特
塔菲拉勒特 （阿拉伯语：‎  )是摩洛哥境內的的一个地区，也是該國最大的绿洲。 古罗马时期，當地就有人定居。 塔菲拉勒特位于濟茲河沿岸。